# إدغار هارولد ستريكلاند
إدغار هارولد ستريكلاند هو عالم حشرات كندي، ولد في 1889، وتوفي في 31 مايو 1962.